# Jiří Oldenburský
Jiří Oldenburský (Petr Fridrich Jiří; 9. května 1784, Oldenburg – 27. prosince 1812, Tver) byl mladší syn oldenburského velkovévody Petra a jeho manželky Bedřišky Alžběty Württemberské. Sňatkem s velkokněžnou Kateřinou Pavlovnou se stal také zetěm ruského cara Pavla.

## Narození a rodina

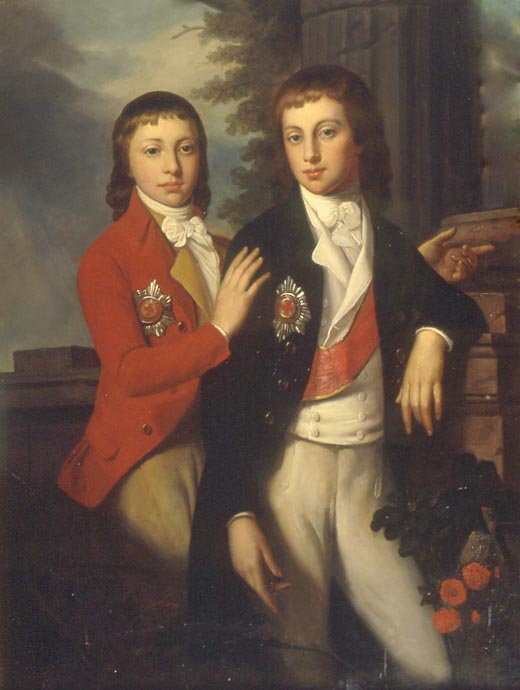
Jiří se svým starším bratrem Augustem, 90. léta 20. století.

Jiří se narodil 9. května 1784 jako syn pozdějšího oldenburského velkovévody Petra a jeho manželky Bedřišky Alžběty, dcery Fridricha II. Evžena Württemberského.
Jiří měl o necelý rok staršího bratra Augusta.
V listopadu 1785, když byl Jiřímu rok, zemřela jeho matka při porodu. Otec se již nikdy znovu neoženil.

### Mládí
V roce 1785 se otec ročního Jiřího stal knížetem-biskupem z Lübecku a následně byl jmenován regentem oldenburského vévodství za svého neschopného bratrance Viléma.
V letech 1788 až 1803 byl Jiří s bratrem vzděláván doma pod dohledem otce. Poté bratři společně do roku 1805 studovali na Lipské univerzitě. V letech 1805 až 1807 pak značně cestovali po Anglii a Skotsku.
Na počátku roku 1808, když bylo Oldenbursko okupováno francouzskými a holandskými vojáky, byl Jiří poslán do Ruska, aby zůstal u svých příbuzných, ruské imperiální rodiny. Po svém příjezdu tam byl jmenován guvernérem Estonska.

## Manželství a potomci

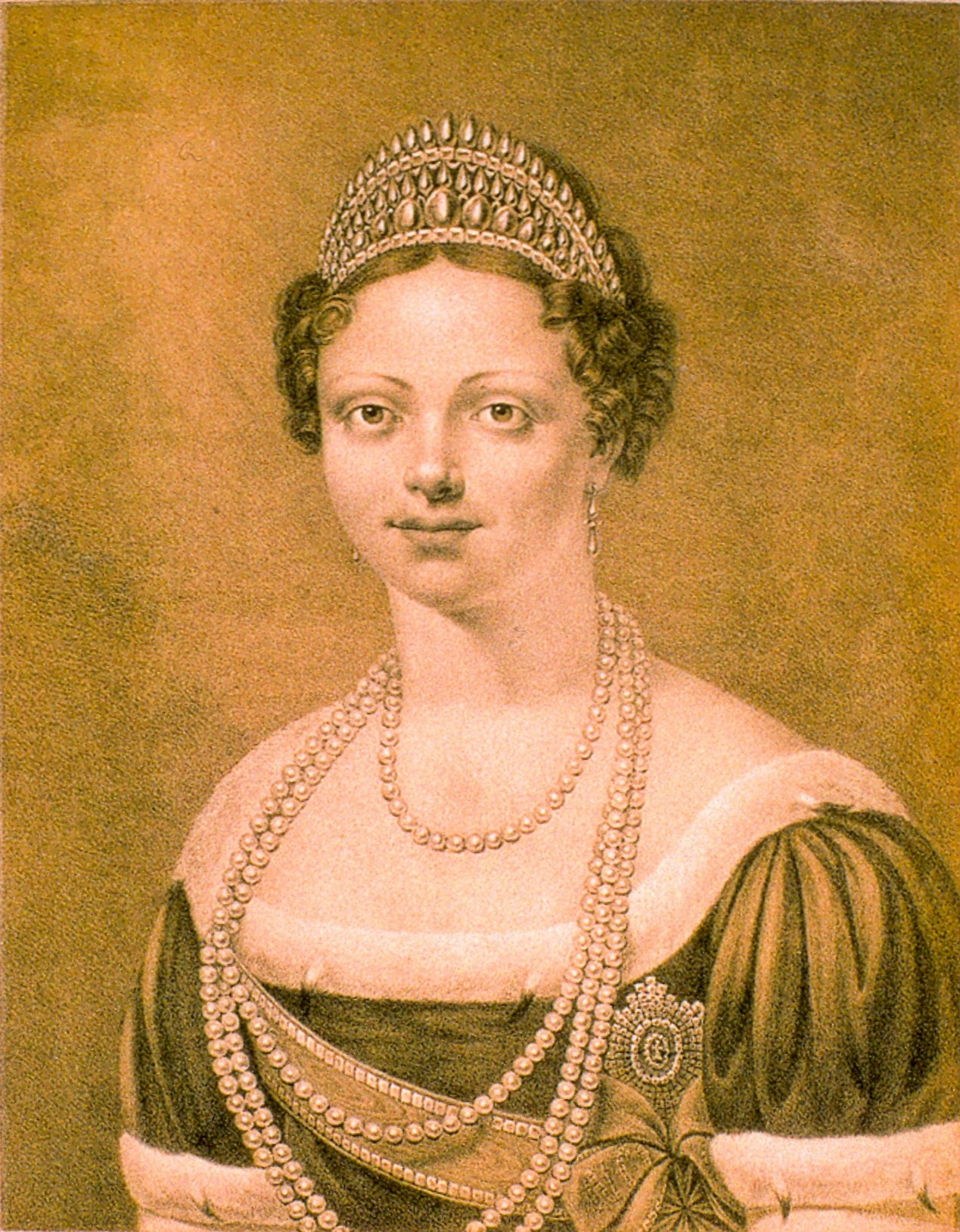
Jiřího manželka Kateřina, 1817.

3. srpna 1809 se pětadvacetiletý Jiří oženil se svou o čtyři roky mladší sestřenicí, velkokněžnou Kateřinou Pavlovnou, čtvrtou dcerou ruského cara Pavla I. a Žofie Doroty Württemberské a oblíbenou sestrou cara Alexandra I. Jejich manželství bylo uzavřeno v době, kdy Napoleon Bonaparte, který doufal, že si zajistí spojenectví s Ruskem a mužského dědice, naznačil svou touhu oženit se s Kateřinou, když bylo jeho manželství s císařovnou Joséphine rozvedeno. To ruskou vládnoucí rodinu tak vyděsilo, že matka Kateřinu okamžitě provdala za Jiřího. V den uzavření manželství Jiří obdržel oslovení Imperiální Výsost a byl jmenován generálním guvernérem tří centrálních provincií, Tveru, Jaroslavle a Novgorodu.
Přesto, že bylo jejich manželství smluvené, bylo šťastné. Kateřina byla považována za krásnou a temperamentní ženu a svému muži byla velmi oddaná. Jiří měl jako mladší syn malou možnost, aby zdědil Oldenbursko a tak s Kateřinou žili v Tveru. Jiří přijal použití ruského jména a byl známý jako Georgy Petrovič Oldenburgskij.
Manželé spolu měli dva syny:
- Petr Jiří Pavel Alexandr Oldenburský (30. srpna 1810 – 16. listopadu 1829)
- Konstantin Fridrich Petr Oldenburský (26. srpna 1812 – 14. května 1881), vévoda oldenburský, ⚭ 1837 Tereza Nasavsko-Weilburská (17. dubna 1815 – 8. prosince 1871)

## Pozdější život
22. ledna 1811 bylo Oldenbursko anektováno Napoleonem. Protože byl Jiří manželem sestry cara Alexandra, považovali Rusové Napoleonův krok za velkou urážku a byla to jedna z mnoha stížností, které Alexander vznesl ve své korespondenci. Později bylo Oldenbursko Jiřího rodině po Napoleonově porážce vráceno.
Jiří byl jmenován guvernérem Volhy, ale 27. prosince 1812 ve věku 28 let zemřel na břišní tyfus. Jeho smrt znamenala pro jeho manželku velkou ránu, v roce 1816 se však znovu provdala za württemberského krále Viléma I.
Po Kateřinině smrti v roce 1819 přešly jejich společné děti do péče Jiřího bratra, Augusta.